# 新干线十年史
《新干线十年史》（日语：／ Shinkansen Jyūnenshi */?）是作为新干线开通10周年纪念活动的一环，由日本国铁编纂发行的官方记录图书。本刊物载有开业十年的通史，以及按主题分类的保养、开发及管理运营等纪录。

## 概述
东海道新干线开业于1964年10月1日。1974年是开业10周年，在这之前的1973年10月，日本国铁考虑实施纪念事业。当时，原田种达总局长、山本英夫总务部长推荐编纂10年史。专门委员关山荣次和吉村正巳从1973年年末开始着手编纂，1974年4月决定以十年史的构成为主题。从本社修史科调来的文书科的松本刚也加入了专门委员的行列。
本书最初计划在新干线开业10周年时发行，但由于驾驶事故和山阳新干线博多开业的准备工作，写作工作受阻，未能赶上10周年的1974年10月，最终在开业11周年时，博多开业后的1975年12月10日发行。
十年史中详细记述了1964年新干线开业以来10年间发生的初期故障和提高速度、新干线三岛站的设置、山阳新干线冈山开业、1970年世界博览会时的运输对策、设备和设施的现代化等内容。此外，开业前未能充分预测到的雪灾和污染的对策等也分章进行了讨论。

## 书目资料
- 书名: 《新干线十年史》
- 发行: 1975年12月10日
- 翻印: 1976年9月10日
- 编辑: 日本国有铁道新干线总局
- 翻印发售处: 财团法人 交通文化振兴财团
- 印刷厂: 大日本印刷株式会社
- 27cm，797页

### 目次
石泽应彦 前新干线总局长
口绘  新干线十年历程（附图）
第1编 通史
第1章 东海道新干线的诞生
第2章 东海道新干线支社成立至开业十周年
第2编 管理运营
第1章 组织
第2章 经营计划
第3章 职员
第4章 劳动
第5章 厚生福祉
第6章 经理资才
第7章 监察业务
第3编 增强运输能力
第1章 概述
第2章 开始营业
第3章 提高速度（3小时10分钟运转）
第4章 新建三岛电留线
第5章 新干线三岛站开业
第6章 世博会运输
第7章 山阳新干线冈山开业
第4篇 保安对策
第1章 概述
第2章 初期（1964-1966年）
第3章 中期（1967-1970年）
第4章 后期（1971-1974年）
第5章 夜间保安体制
第6章 异常情况下的快速反应机制
第7章 设备和车辆的更新
第8章 山阳新干线的保安设备
第5编 防灾措施
第1章 概述
第2章 雪灾对策
第3章 地震对策
第4章 风雨灾害对策
第5章 其他灾害对策
第6编 现代化
第1章 概述
第2章 车辆检修现代化
第3章 线路保养现代化
第4章 电力保养现代化
第5章 CTC与新干线运行管理系统
第6章 信息管理现代化（新干线总局）
第7章 信息管理现代化（滨松工場）
第7编 开发技术的引进
第1章 概述
第2章 运转及车辆
第3章 机构
第4章 电力
第8编 环境保护
第1章 概述
第2章 污染的经过
第3章 噪音防止对策
附录
1 新干线10年史年表
2 新干线10年趋势表
后记（新干线10年史编辑会议：主审 菱谷昭勇）
编辑后记（新干线10年史编辑会议：专门委员 关山荣次、吉村正巳、松本刚）